# Menino Jesus de Praga
O Menino Jesus de Praga é famosa imagem de Jesus menino venerada na Igreja de Nossa Senhora Vitoriosa, em Praga, República Tcheca.
Acredita-se que a imagem tenha sido esculpida no século XVI na Espanha, num mosteiro entre Córdoba e Sevilha, como uma cópia de uma outra estátua do local. Ali foi adquirida por Doña Isabela Manrique de Lara y Mendoza, que a deu como presente de casamento à sua filha Maria Manrique de Lara, quando esta desposou o nobre checo Vojtech de Pernstejn. Mais tarde a imagem foi transmitida à geração seguinte também como dote de casamento, quando sua filha Polyxena casou-se em primeiras núpcias com Vilem de Rozumberk. Permaneceu na posse de Polyxena até sua morte, quando foi doada aos Carmelitas Descalços de Praga, sendo instalada no oratório do seu mosteiro, onde recebia homenagens especiais duas vezes ao dia .
Com a eclosão da Guerra dos Trinta Anos as devoções foram suspensas, e em 15 de novembro de 1631 as tropas de Gustavo Adolfo da Suécia tomaram as igrejas da cidade. O mosteiro foi saqueado pelos soldados protestantes e a imagem do Menino Jesus foi lançada em um monte de entulho detrás do altar. Ali permaneceu até ser reencontrada em 1637, com os braços quebrados. Depois de seu restauro foi reentronizada e voltou a receber a devoção dos fiéis, sendo coroada pelo Bispo de Praga em 1655, evento que é relembrado anualmente por uma missa festiva no dia da Ascensão.
A estatueta tem 47 cm de altura e é feita de cera, com um núcleo de madeira. Os devotos têm ao longo do tempo ofertado muitos vestidos ricamente bordados, que são trocados ocasionalmente. Sua fama de produtora de milagres data desde quando ainda pertencia à família espanhola, e os prodígios que operaria, segundo os que creem, não cessaram de se multiplicar até o presente, tornando-se uma devoção extremamente popular não só na cidade, mas se espalhando por todo o mundo católico. A imagem vem sendo disseminada largamente através de réplicas e folhetos impressos. Anualmente milhares de peregrinos vão a Praga prestar suas homenagens a Jesus sob esta invocação, pedir graças e agradecer outras já recebidas, e em muitos lugares foram fundados debaixo de sua proteção templos e grupos de oração.
O dia do Menino Jesus de Praga é comemorado tradicionalmente no dia 25 de cada mês, sendo em especial no dia 25 de dezembro, no Natal do Senhor. Mas o seu dia de festa mundial é no primeiro domingo do mês de junho, quando se intensificam as peregrinações ao santuário de Praga.

## História

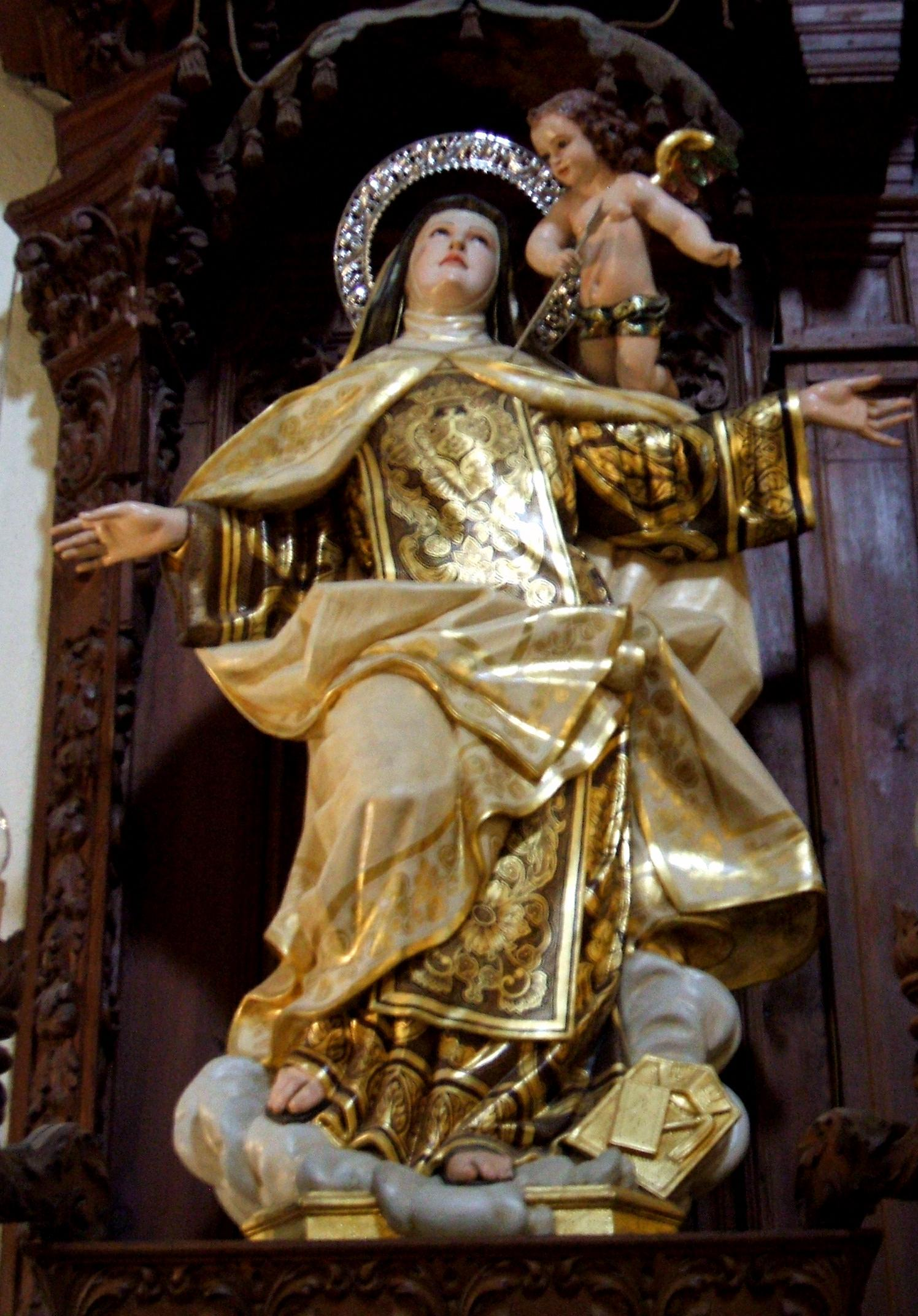
A lenda tradicional afirma que a imagem pertenceu a Santa Teresa de Ávila, da Ordem Carmelita, aqui retratada em êxtase religioso como perfurada no coração por um Putto.

A origem exata da estátua do Menino Jesus não é conhecida, mas fontes históricas apontam para uma escultura de 48 cm do Santo Menino com um pássaro na mão direita, atualmente localizado no mosteiro cisterciense de Santa María de la Valbonna, em Astúrias, Espanha, que foi esculpida por volta de 1340. Muitas outras esculturas de Jesus Infantil também foram esculpidas por mestres famosos em toda a Europa na Idade Média. Frequentemente encontrado nos primeiros trabalhos medievais, o significado do pássaro simboliza a alma ou o Espírito Santo. As esculturas do Santo Menino estavam vestidas com roupas imperiais refletindo a moda aristocrática daquele período.
Uma lenda diz que um monge em um mosteiro desolado em algum lugar entre Córdoba e Sevilha teve a visão de um menino, dizendo-lhe para orar. O monge passou várias horas rezando e depois fez uma figura da criança .
A Casa dos Habsburgo começou a governar o Reino da Boêmia em 1526; o reino desenvolveu laços estreitos com a Espanha. A estátua apareceu pela primeira vez em 1556, quando Maria Maximiliana Manriquez de Lara e Mendoza trouxe a imagem para a Boêmia após seu casamento com o nobre tcheco Vratislav de Pernstyn. Uma antiga lenda da família Lobkowicz relata que a mãe de María, Dona Isabella, recebeu a estátua pela própria Santa Teresa de Ávila. Maria recebeu a herança da família como presente de casamento. Mais tarde, tornou-se propriedade de sua filha Polyxena, 1ª princesa Lobkowicz (1566-1642). Em 1628, a princesa Polyxena von Lobkowicz doou a estátua aos frades carmelitas descalços (frades brancos).
Ao apresentá-lo, a devota princesa Polyxena de Lobkowicz teria dito uma declaração profética aos religiosos:
Veneráveis Padres, trago-lhe o meu bem mais precioso. Honre esta imagem e você nunca desejará.
A estátua foi colocada no oratório do mosteiro de Nossa Senhora da Vitória, em Praga, onde devoções especiais a Jesus eram oferecidas duas vezes por dia. Os noviços carmelitas professavam seu voto de pobreza na presença do bebê divino. Ao ouvir as devoções e necessidades dos carmelitas, o imperador Fernando II da Casa de Habsburgo enviou 2.000 florins e uma bolsa mensal por seu apoio.

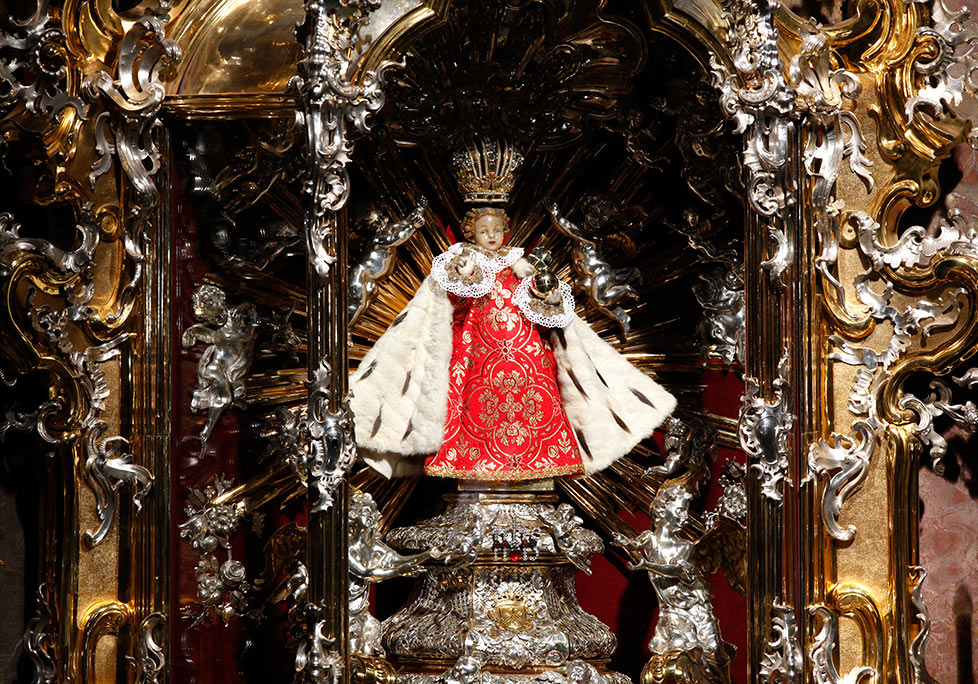
Imagem Original em Praga.

Em 1630, o noviciado carmelita foi transferido para Munique. Os distúrbios na Boêmia devido à Guerra dos Trinta Anos encerraram as devoções especiais e, em 15 de novembro de 1631, o exército do rei Gustavo Adolfo, da Suécia, tomou posse da capital da Boêmia. O mosteiro carmelita foi saqueado e a imagem do infante de Praga foi jogada em uma pilha de lixo atrás do altar. Ali ficou esquecido por sete anos, com as mãos quebradas, até que em 1637 foi novamente encontrado pelo padre Cirilo e colocado no oratório da igreja. Um dia, enquanto orava diante da estátua, o padre Cirilo alegou ter ouvido uma voz dizer:
Tenha piedade de mim, e terei piedade de você. Dá-me minhas mãos e eu te darei paz. Quanto mais você me honra, mais eu o abençoarei.
Desde então, a estátua permaneceu em Praga e atraiu muitos devotos em todo o mundo para homenagear o Santo Menino. Reivindicações de bênçãos, favores e curas milagrosas foram feitas por muitos que pediram diante do Menino Jesus .
Em 1739, os carmelitas da província austríaca formaram uma devoção especial, além de seu apostolado regular. Em 1741, a estátua foi movida para o lado da epístola da igreja de Nossa Senhora da Vitória em Praga .
Cópias da estátua do Menino Jesus de Praga foram amplamente distribuídas. Uma estátua semelhante com uma história completamente diferente, da Espanha, conhecida como Santo Nino de Atocha (que foi dito que andava pelas colinas e vales da Espanha no século XII, levando comida e bebida aos prisioneiros de guerra no Atocha conquistado pelos muçulmanos, e aos refugiados espanhóis e aos mineiros de prata mexicanos presos em uma mina de prata em Zacatecas, México) chegaram às Filipinas com Ferdinand Magellan e os missionários agostinianos em 1521, durante a primeira circunavegação da Terra. Durante os primeiros anos da cristianização do arquipélago, a imagem sagrada ajudou a converter o povo filipino ao catolicismo e é chamada localmente de Santo Niño (literalmente, "criança santa"). Atualmente, está alojado em uma igreja de estilo espanhol construída em 1739. Uma celebração ou novena anual de nove dias foi introduzida em 1889 que inclui uma procissão realizada em homenagem à estátua, atraindo mais de um milhão de peregrinos a cada janeiro . As expressões, acessórios e postura das mãos de Santo Niño de Cebú são semelhantes ao Menino Jesus de Praga, e acredita-se que ambas as estátuas tenham se originado da mesma fonte européia, com a devoção a Santo Niño começando mais cedo. Cópias da estátua foram veneradas por fiéis católicos de língua espanhola em igrejas ao redor do mundo .
Cópias do Menino Jesus chegaram à Polônia em 1680, e são populares nos lares poloneses e na Boêmia em geral, onde as cópias são tipicamente colocadas em empenas de vidro. Após o início da era da Contra-Reforma do século XVII, a estátua se espalhou entre as comunidades cristãs da África do Sul, Austrália, Caribe, Tailândia e Sri Lanka.

## Devoção

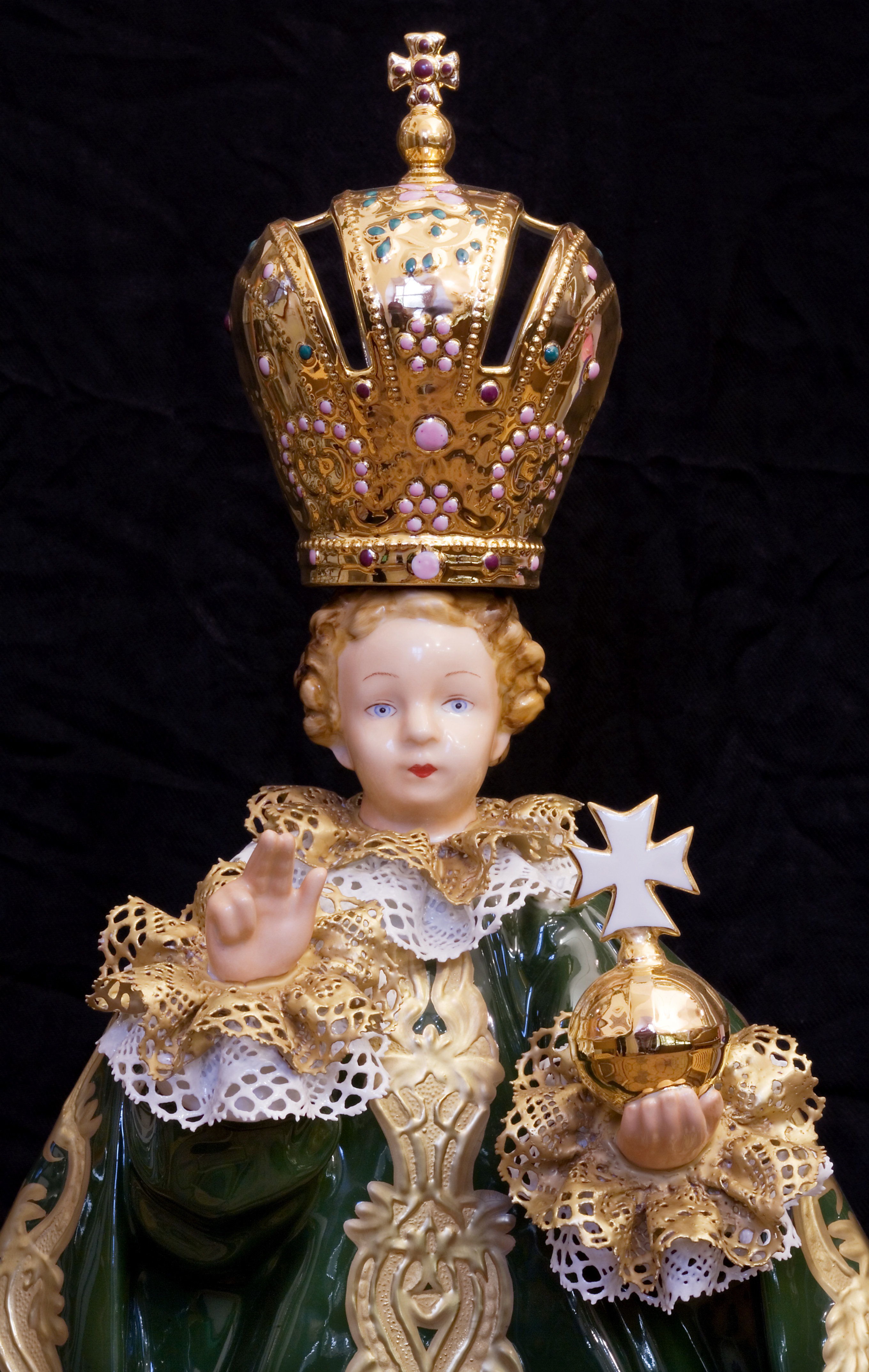
Réplica do Menino Jesus.

Em abril de 1639, o exército sueco iniciou um cerco à cidade de Praga. Os cidadãos assustados correram para o santuário do Menino Jesus de Praga, enquanto os cultos aconteciam dia e noite na Igreja de Nossa Senhora Vitoriosa, no Bairro Pequeno. Quando o exército decidiu se retirar, os residentes agradecidos atribuíram isso ao milagroso bebê sagrado. A tradição da procissão do Menino Jesus e da coroação continua até hoje. Esta cerimônia é o destaque final da Festa anual do Menino Jesus em Praga.
A Festa do Santo Nome de Jesus é a festa principal do infante milagroso .
Muitos santos tiveram uma devoção particular ao Menino Jesus, como Santo Atanásio, São Jerônimo, Bernardo de Claraval, Francisco de Assis e Antônio de Pádua. A minissérie de 1984, Teresa de Jesus, mostra Santa Teresa de Ávila com uma estátua em várias cenas. Como amante novata, Teresa do Menino Jesus colocou a estátua no noviciado de Lisieux, porque conhecia as muitas bênçãos que o Divino Menino trouxe aos noviços carmelitas de Praga quando ela foi colocada no meio deles.
Hoje, numerosos peregrinos católicos prestam homenagem ao infante de Praga todos os anos. É um dos principais centros de peregrinação da Europa Central, com a igreja de Praga que abriga a estátua do Menino Jesus oferecendo missa regular nas línguas checa, espanhola, italiana e alemã. As estatuetas do Menino Jesus são colocadas dentro de muitas igrejas católicas, às vezes com a citação: "Quanto mais você me honra, mais eu os abençoarei" . 

### Rituais

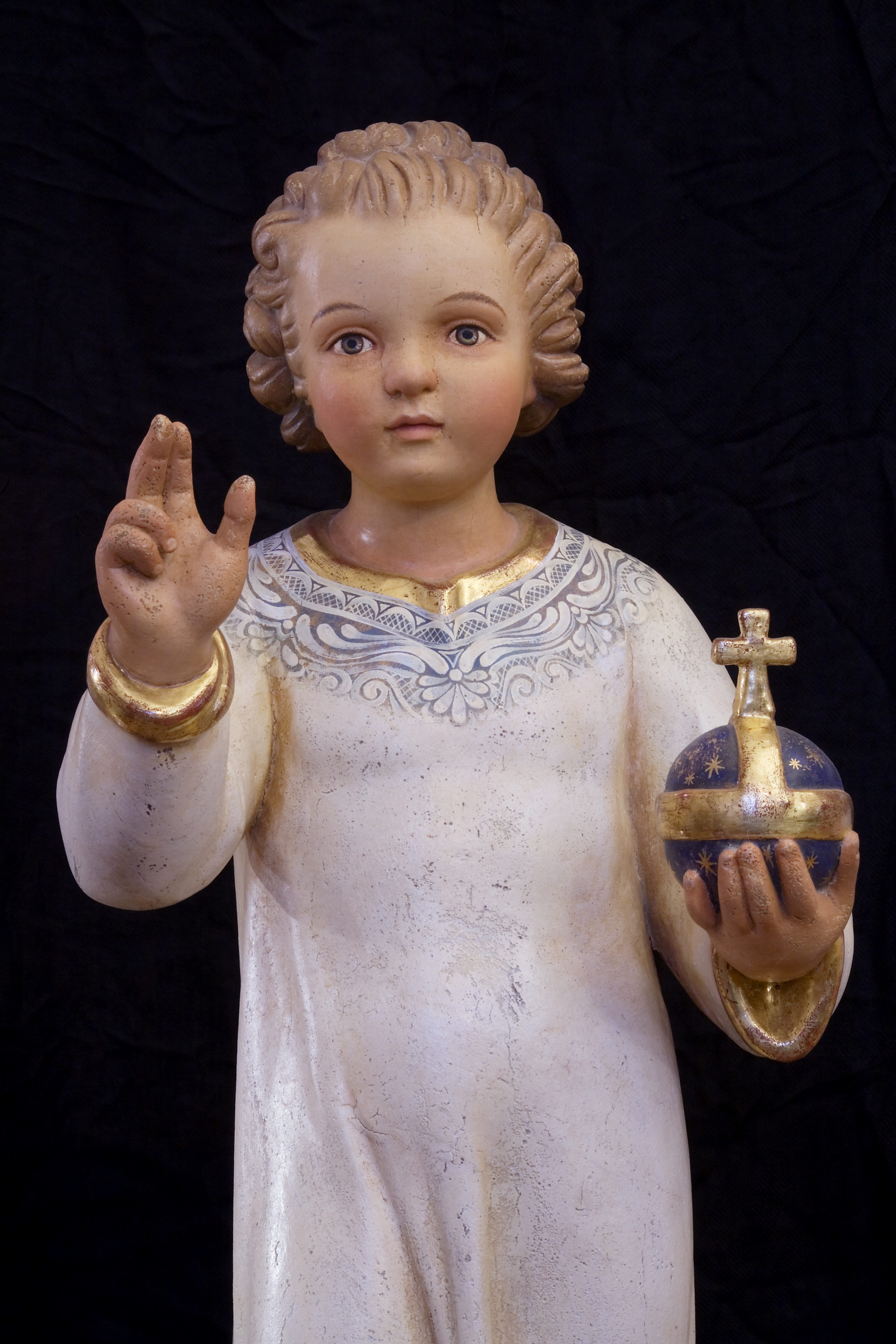
Réplica da cópia do Menino Jesus de Praga.

Uma vez a cada quatro anos, duas estátuas de madeira do Menino Jesus feitas em Praga são enviadas para várias igrejas católicas do mundo. A igreja de Praga também tem um serviço dedicado que toda semana envia cópias da estátua, cartões, lembranças religiosas e outros itens para os devotos católicos globalmente . 
Na península Ibérica, entre as comunidades de Portugal e Espanha, o Santo Nino de Atocha, disse ter ajudado os necessitados na Espanha e no México desde os anos 1200 e não cópias da Criança de Praga, mas representando o menino Jesus com uma história completamente diferente, são o santo padroeiro de Atocha, Espanha, viajantes, os necessitados e do México. Desde que foi um monge espanhol na Espanha que fez a estátua do Infante de Praga, em algum lugar em um mosteiro desolado perto de Sevilha, na Espanha, e desde Santa Teresa de Ávila, na Espanha, teria dado a estátua aos nascidos na Espanha esposa real dos Habsburgos que governavam a Boêmia, é perfeitamente possível que o Infante de Praga seja uma cópia do Santo Nino de Atocha, aparecendo três séculos depois. Na Itália, uma estátua semelhante a ela é chamada Santo Bambino (literalmente, "criança santa") e ritualmente reverenciada durante o Natal, como na Basílica de Santa Maria, em Ara Coeli, em Roma . O Santo Nino de Atocha da Espanha, que antecede o infante de Praga por 300 anos nas Filipinas, é ungido com óleo por seus devotos. Na Irlanda, a estátua é popular e é chamada "Criança de Praga" . Noivas irlandesas que esperam boa sorte e bom tempo no dia do casamento, ritualmente, colocam uma cópia da estátua do lado de fora de suas casas. Na história da Irlanda, o culto devocional católico ao "Filho de Praga" disparou durante fomes e epidemias. Como os primeiros comerciantes espanhóis e, mais tarde, os naufragados naufragados da invasão condenada da Irlanda na Armada Espanhola deixaram pessoas presas ali, é possível que o Infante de Praga seja combinado com o Santo Nino de Atocha, que, diferentemente do Infante de Praga, trouxeram comida para os espanhóis famintos. Estátuas do infante de Praga foram consagradas em igrejas dos estados americanos de Oklahoma, Connecticut e Michigan.

## Aprovações pontifícias
- O Papa Leão XIII, em 1896, confirmou a Sodalidade da Criança de Praga, concedendo indulgência plenária à devoção.
- O Papa Pio X estabeleceu a Confraria do Menino Jesus de Praga sob a orientação canônica da Ordem Carmelita em 30 de março de 1913. A bula papal foi assinada e executada pelo cardeal Rafael Merry del Val.
- O Papa Pio XI concedeu a primeira coroação canónica à imagem através do cardeal Rafael Merry del Val em 27 de setembro de 1924.
- O Papa Bento XVI, durante uma visita apostólica à República Tcheca em setembro de 2009, visitou a Igreja de Nossa Senhora Vitoriosa em Praga e doou uma coroa de ouro com oito conchas com numerosas pérolas e granadas, atualmente usadas pela estátua. Desde aquele ano, a "coroa de almofada" da imagem de 1924 agora é permanentemente mantida no museu carmelita em exibição atrás da Igreja, enquanto a coroa de granada doada por Bento é a que é permanentemente usada pela estátua.